# Guillermo Weller
Guillermo Weller (ur. 4 maja 1913 w Stuttgarcie, zm. 4 czerwca 1999) – argentyński lekkoatleta, chodziarz.
Nie ukończył chodu na 50 kilometrów podczas igrzysk olimpijskich w Helsinkach (1952).
Został zdyskwalifikowany na tym samym dystansie na igrzyskach olimpijskich w Rzymie (1960).

## Rekordy życiowe
- Chód na 50 kilometrów – 4:26:08 (1960)